# Ifigenia entre los tauros
Ifigenia entre los tauros o Ifigenia en Táuride (en griego antiguo: Ἰφιγένεια ἐν Ταύροις, Iphigéneia en Táurois) es el título de una tragedia de Eurípides datada en el año 414 a. C. El desarrollo de la trama enlaza con la tragedia Electra y está relacionado con Ifigenia en Áulide.

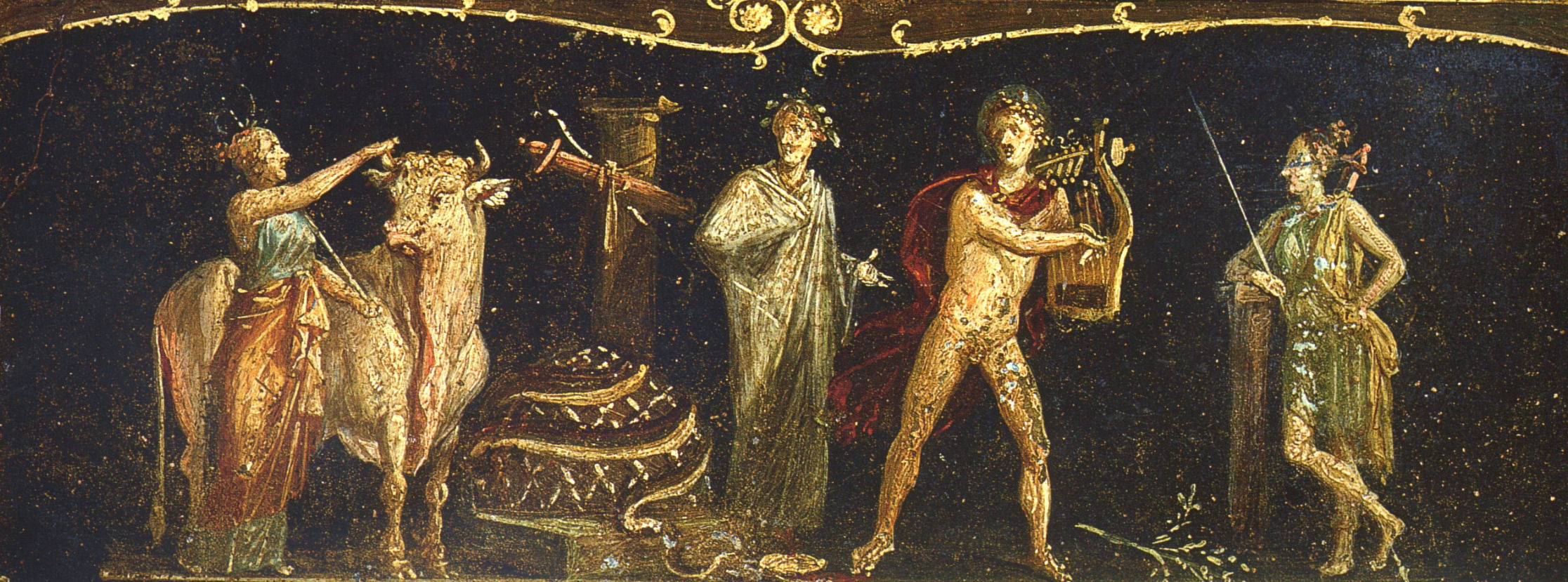

## Personajes
- IFIGENIA: sacerdotisa asistente del templo de Artemisa.
- ORESTES: hijo de Agamenón y Clitemnestra, enviado a criarse en la Fócide durante el romance de su madre con Egisto, primo y sobrino segundo de Agamenón.
- PÍLADES: príncipe de la Fócide, primo paterno y amigo íntimo de Orestes, que se ha criado con él.
- Un BOYERO.
- TOANTE: rey de los tauros.
- Un MENSAJERO.
- ATENEA.
- CORO de CAUTIVAS GRIEGAS.

## Argumento

### Contexto
El adivino Calcas le dijo a Agamenón que tenía que ofrecer a su hija Ifigenia en sacrificio a Artemisa si quería tener vientos favorables para que la flota aquea pudiera zarpar de Áulide con destino a Troya para recuperar a Helena y vengar su rapto.
Artemisa impidió el sacrificio en el último momento sustituyendo a Ifigenia por un ciervo y trasladándola al país de los tauros, gobernado por Toante. Allí fue convertida en sacerdotisa del templo de Artemisa, y es la encargada de iniciar los ritos de los sacrificios humanos a los que se somete a cualquier extranjero que llegue al país.
Su hermano Orestes mató a la madre, Clitemnestra, para vengarse de que ella y Egisto mataran a su padre, Agamenón. Fue absuelto en el juicio, pero aun así es perseguido por las Erinias. Apolo le dijo que, para evitar la persecución, debía dirigirse al país de los tauros y llevar a Grecia la estatua de Artemisa.

### Orestes y Pílades llegan al país de los Tauros

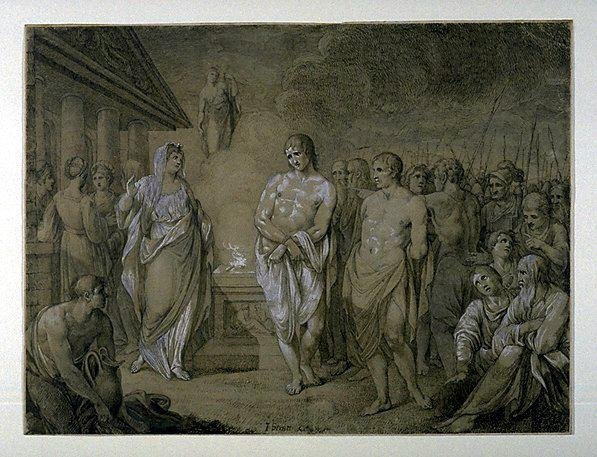
Acuarela de Joseph Strutt: Orestes y Pílades llegan ante Ifigenia.

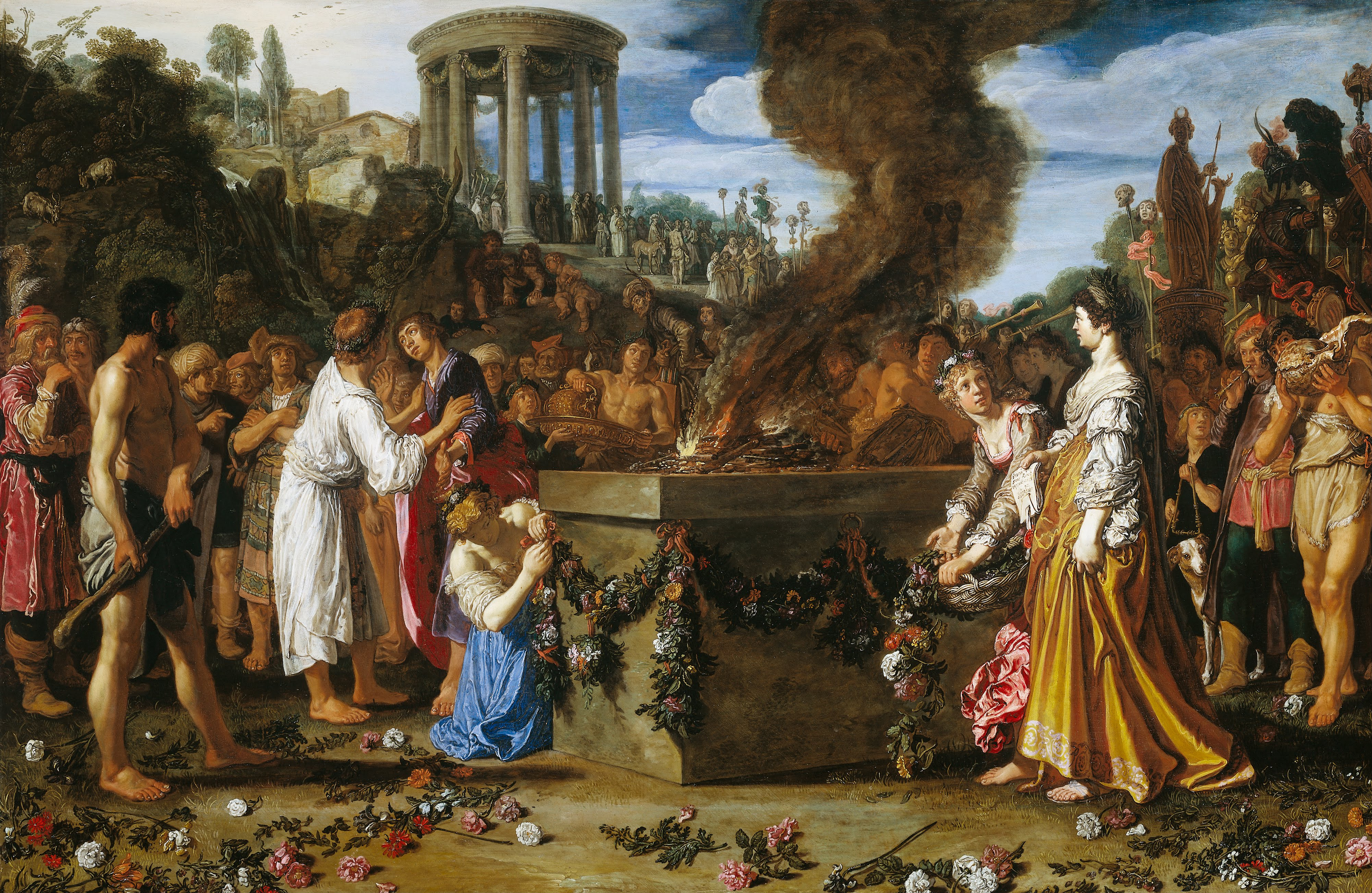
Óleo en tabla de 1614, obra de Pieter Lastman: Orestes y Pílades discuten ante el altar.

Ifigenia tuvo un sueño que creyó que significaba que su hermano Orestes había muerto. Pero Orestes y su primo Pílades han viajado a Táuride con la intención de robar la estatua de Artemisa y llevarla a la Hélade. En el transcurso de esta misión, han sido sorprendidos y capturados por un grupo de boyeros.
Los prisioneros son puestos a disposición de Ifigenia para ser víctimas de un sacrificio.

### Reencuentro de los hermanos
Ifigenia pregunta a los prisioneros sus nombres, linaje y procedencia. Por las respuestas de Orestes, se entera de que su padre fue muerto por su madre, y, sin saber saber aún que ese prisionero es su hermano, le ofrece perdonarle la vida a cambio de que vuelva a Argos a entregar una tablilla con noticias suyas a su familia, y el único sacrificado será Pílades. Orestes se niega y propone someterse él al sacrificio y que sea Pílades quien regrese.
Pílades jura que entregará a los parientes de Ifigenia la tablilla con sus noticias, y a cambio Ifigenia promete que lo dejará partir sano y salvo. Sin embargo, por si acaso la tablilla se perdiese en un naufragio, Ifigenia refiere de viva voz lo que dice el escrito de la tablilla, y así se reconocen Orestes y ella.

### Ifigenia idea una estratagema
Ifigenia tiene un plan para escapar del país con la estatua de Artemisa. Hace creer al rey que los prisioneros son impuros por un asesinato que cometieron en la Hélade, y que debe purificarlos, junto con la estatua, con agua del mar.
El plan tiene éxito y, tras una lucha en la playa con los tauros, consiguen subir al barco empleado en la venida; pero el mar lo arrastra hacia la costa. 
Toante se dispone a iniciar la persecución, pero en ese momento aparece Atenea y manda a Toante que abandone la persecución y que deje marchar a las otras cautivas griegas fuera del país. A Orestes le manda que, cuando llegue a su tierra, erija un templo para la estatua de Artemisa. Además, instaura la norma de que, en lo sucesivo, quien sea sometido a juicio lo ganará si hay igualdad de votos.

## Adaptaciones posteriores
La fábula n.º 120 de Higino resume con fidelidad el argumento de la tragedia de Eurípides, excepto en el párrafo final.
En el siglo XVIII, fueron varios los músicos que compusieron óperas basadas en esta tragedia.
Goethe escribió un drama en prosa titulado Ifigenia en Táuride (Iphigenie auf Tauris, 1787).